# Nordiska Centerungdomens Förbund
Nordiska Centerungdomens Förbund (Engelsk: Nordic Center Youth) er en nordisk ungdomsorganisation for midterpartiske/socialliberale ungdomspartier og politiske foreninger. Paraplyorganisationen blev grundlagt i 1965. Dens medlemsorganisationer har tilsammen 16.000 medlemmer fordelt på de nordiske lande.

## Medlemsorganisationer
| Organisation                       | Moderparti         | Land / Område |
| ---------------------------------- | ------------------ | ------------- |
| Suomen Keskustanuoret (fi)         | Centerpartiet      | Finland       |
| Keskustaopiskelijat (fi)           | Centerpartiet      | Finland       |
| Svensk Ungdom (sv)                 | Svensk Folkeparti  | Finland       |
| Ålandsk Ungcenter (is)             | Åländsk Center     | Åland         |
| Senterungdommen                    | Senterpartiet      | Norge         |
| Samband ungra framsóknarmanna (is) | Fremskridtspartiet | Island        |
| Centerpartiets Ungdomsförbund      | Centerpartiet      | Sverige       |
| Centerstudenter (sv)               | Centerpartiet      | Sverige       |
| Radikal Ungdom                     | Radikale Venstre   | Danmark       |